# Biserica de lemn din Uilac

Biserica de lemn din Uilac, județul Harghita, 2009

Biserica de lemn din Uilac, aflată în satul cu același nume din comuna harghiteană Săcel a fost ridicată în anul 1784 în localitatea mureșeană Boiu. A fost mutată în Uilac în 1905. Are hramurile „Sfântul Gheorghe” și „Sfântul Nicolae” și este înscrisă pe noua listă a monumentelor istorice sub codul  HR-II-m-B-12998.

## Istoric și trăsături
A fost adusă, în satul răsfirat pe dealuri, în 1905 de la Boiu, când preot era Ion Boian. Aparținând secolului al XVIII-lea, lăcașul înfățișează planul dreptunghiular, cu altarul în continuarea navei, poligonal cu cinci laturi. La Uilac, pereții au fost tencuiți, bolțile înlocuite prin tavane, iar la vest i s-a adăugat un pridvor, de zid, cu clopotniță. În noua așezare a fost însoțit și de ușile împărătești, cu reprezentarea Bunei Vestiri, pe fundal arhitectonic,și cu chipurile proorocilor Isaiia și David, în registrul superior,într-o pictură aleasă, al cărei autor și datare, le aflăm pe icoanele, aduse de la Boiu, în colecția Episcopiei de Alba Iulia: Soborul îngerilor Mihail și Gavriil; Iisus Hristos, cu semnătura lui Ioan zugravul, data realizării, 1789, și numele platnicilor. 
Grație valoroaselor bunuri artistice, tradiția aducerii de la Boiu a bisericii din Uilac, este de netăgăduit, fragmentele din picturile zugravului Ioan, putând fi și pe pereți, sub tencuială. 
Că la Uilac fusese și mai înainte o bisericuță de lemn, o dovedește clopotul, turnat în 1864 în hramul ”Sfântul Nicolae” pentru filia Uilacului Vidăcut (celălalt clopot, din 1853, provine de la Bodogaia). Mistuindu-se, ea a fost substituită, până la aducerea celei din Boiu, de o casă din bârne, învelită cu paie, a lui Bucur Gheorghe, denumită, până la demolarea ei, în 1946, sub numele "casa biserică”. 

## Imagini

Turnul clopotniţă
Partea inferioară a turnului
Latura de sud a bisericii
Latura de nord a bisericii
Peretele ce desparte naosul de pronaos
Pictura naosului
Strana
Uşile împărăteşti, deschise spre altar
Poarta de la curtea bisericii
Vedere de ansamblu din sud-est
Absida altarului
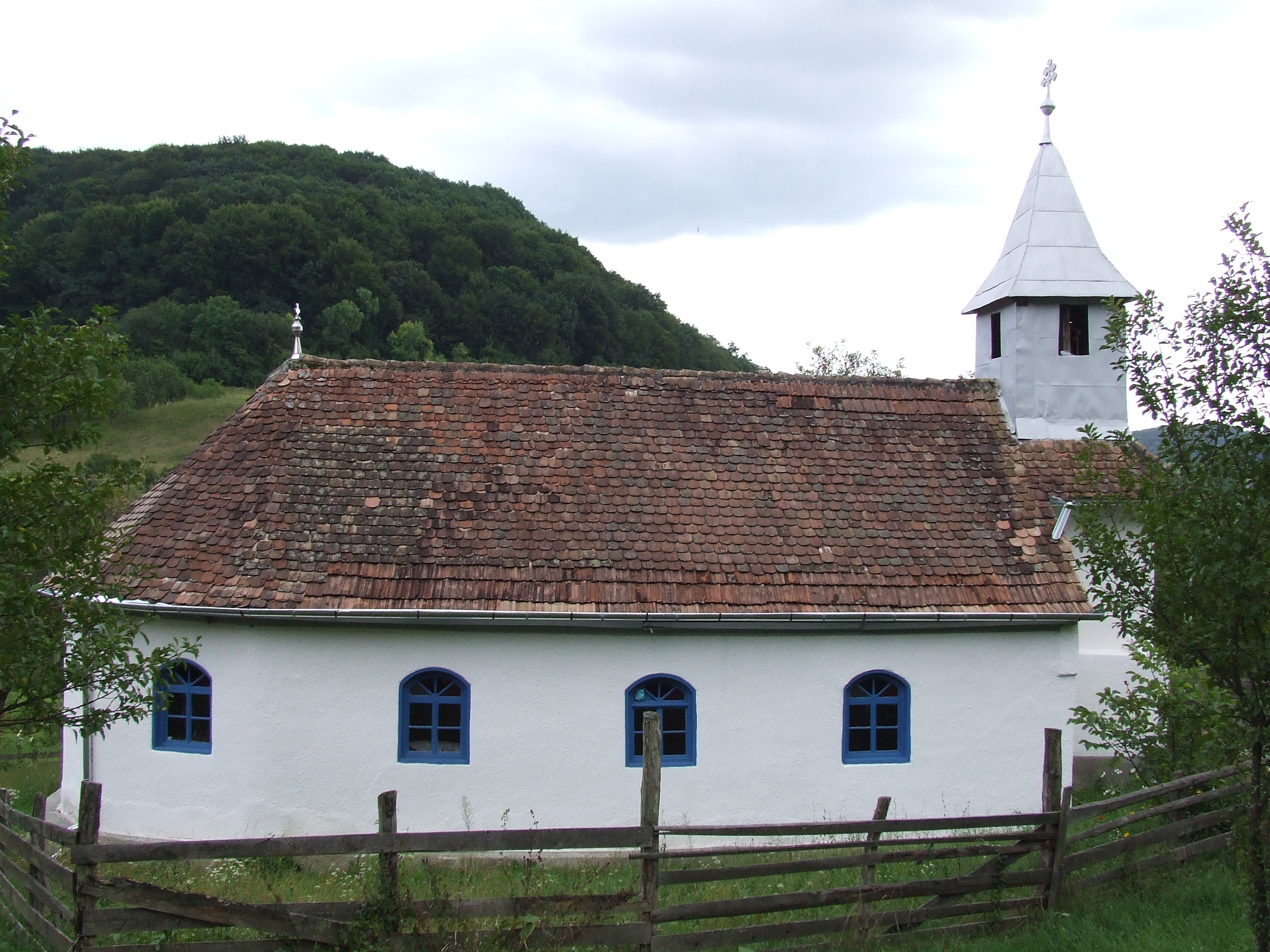
Vedere de ansamblu din nord